# Ostratice
Ostratice (hongrois : Sándori) est un village de Slovaquie situé dans la région de Trenčín.

## Histoire
La première mention écrite du village date de 1439.

## Démographie

### Évolution de la population
| Année:               | 1994. | 2004.   | 2014.   | 2024.   |
| -------------------- | ----- | ------- | ------- | ------- |
| Nombre de personnes: | 758   | 802     | 837     | 779     |
| Différence:          |       | +5,80 % | +4,36 % | -6,92 % |

| Année:               | 2023. | 2024.   |
| -------------------- | ----- | ------- |
| Nombre de personnes: | 790   | 779     |
| Différence:          |       | -1,39 % |